# ینی‌مهاجر، کشان
ینی‌مهاجر، کشان (به ترکی استانبولی: Yenimuhacir) یک منطقهٔ مسکونی در ترکیه است که در استان ادرنه واقع شده‌است. ینی‌مهاجر ۲٬۰۴۵ نفر جمعیت دارد و ۱۲۱ متر بالاتر از سطح دریا واقع شده‌است.